# ضفدع الشبح الفطري
ضقدع الشبح الفِطْرِيّ (الاسم العلمي: Hadromophryne natalensis)، نوع من الضفادع من فصيلة ضفادع الشبح. وهو النوع الوحيد في جنسه Hadromophryne.
أعطانه في ليسوتو، جنوب إفريقيا، وسوازيلند. وهو نوع شائع يقطن الغابات الجبلية والأراضي العشبية. يتكاثر في التيارات المائية سريعة التدفق.